# کاتون سنتر (تگزاس)
کاتون سنتر (به انگلیسی: Cotton Center) یک منطقهٔ مسکونی در ایالات متحده آمریکا است که در تگزاس واقع شده‌است. کاتون سنتر ۱۷۴ نفر جمعیت دارد و ۱٬۰۵۸٫۸۹ متر بالاتر از سطح دریا واقع شده‌است.